# ロッキード LC-130

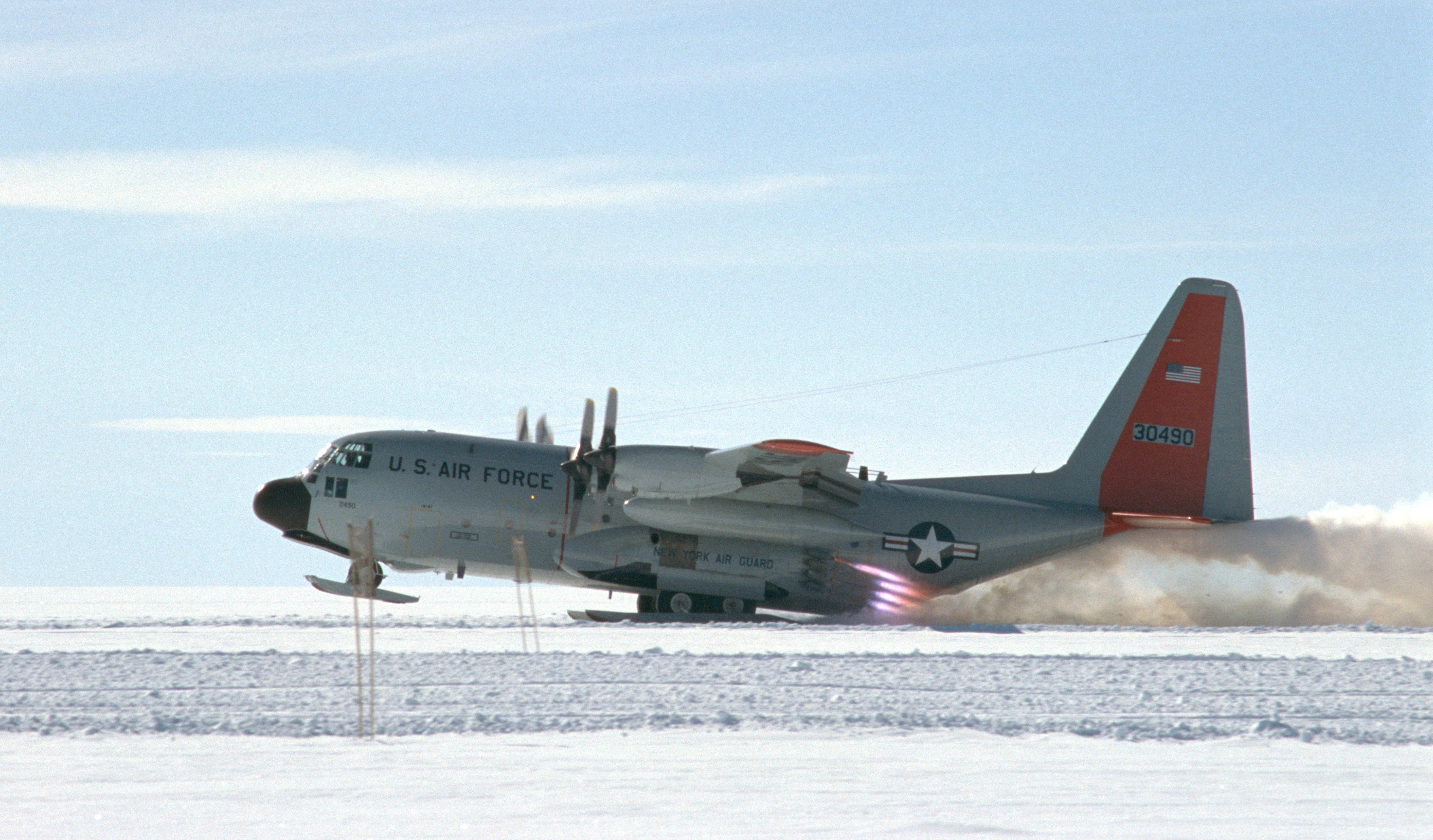
JATOロケットを使ったLC-130の離陸

ロッキード LC-130（Lockheed LC-130）は、北極と南極で運用できるようソリ（スキー）を装備したロッキード C-130 ハーキュリーズ輸送機の派生型である。

## 概要
ロッキード社によって、若干異なる派生型も作られた。最初の型は、1960年代初期に完成し、当初はC-130BLと呼ばれた。しかし、アメリカ国防総省が、航空機の命名法を変えたことから、LC-130Fと名づけられた。
これらの航空機は、アメリカ海軍による南極の探検と観測を支援するため、アメリカ合衆国海軍省によって買い取られた。アメリカ国立科学財団も、交替機として2ロット分を購入した。1970年代初期、科学財団の極地プログラム部門は、南極プログラムの管理を占有していた。科学財団のLC-130は、LC-130Rと名づけられ、1974年に3機、1976年に2機を受領した。

LC-130Rは、LC-130Fよりエンジン出力を強化し、翼搭載の燃料タンクを持ち、ペイロードも勝っていた。
LC-130の主な任務は、南極における科学のコミュニティを支援するため、マクマード基地からアムンゼン・スコット南極基地を始め、実験場やキャンプまで貨物と人員を輸送することであった。

LC-130は、この任務をこなせるように、従来の滑走路で使う車輪はもちろん、格納できるスキーを装備し、雪上や氷上に着陸できる。また、JATOロケット4基を機体側面に備える事が可能であり、荒れた滑走路や整形されていない雪上で、短距離離陸が必要な時に使用できる。JATOロケットを装備する以前には、分離式ロケットを装備されていたが、これは空中で分離できないというトラブルがあったため、廃止された。